# Corixidea
Corixidea is een geslacht van wantsen uit de familie van de Schizopteridae. Het geslacht werd voor het eerst wetenschappelijk beschreven door Odo Reuter in 1891.

## Soorten
Het genus bevat de volgende soorten:

- Corixidea beebei Emsley, 1969
- Corixidea bierigi Bruner, 1934
- Corixidea crassa McAtee & Malloch, 1925
- Corixidea doddsi Van Duzee, 1924
- Corixidea graziae Albuquerque & Carvalho-Filho in Albuquerque et al., 2021
- Corixidea julieae Emsley, 1969
- Corixidea lunigera (Reuter, 1891)
- Corixidea major McAtee & Malloch, 1925
- Corixidea quaresmai Carvalho-Filho & Albuquerque, 2021
- Corixidea quilombola Albuquerque & Carvalho-Filho in Albuquerque et al., 2021
- Corixidea scutellata (Uhler, 1894)
- Corixidea underwoodi Emsley, 1969